# Коефицијент обрта залиха
Под коефицијентом обрта залиха подразумевамо однос Просечног нивоа залиха неког артикла (нпр. на месечном нивоу) и просечне вредности излаза истог артикла за исти период. Овај коефицијент је најлакше пратити преко финансијских показатеља, односно, и просечни ниво залиха и просечна вредност излаза се гледају као јединична вредност артикла*количина тог артикла. Овај показатељ је од велике важности свима који се баве трговином јер показује која роба има „брзе излазе“ односно колико се добро продаје одређена роба. На основу овог показатеља се праве и наруџбине артикала за складиште у којима се та роба чува пре дистрибуције на тржиште.